# Columbia Encyclopedia

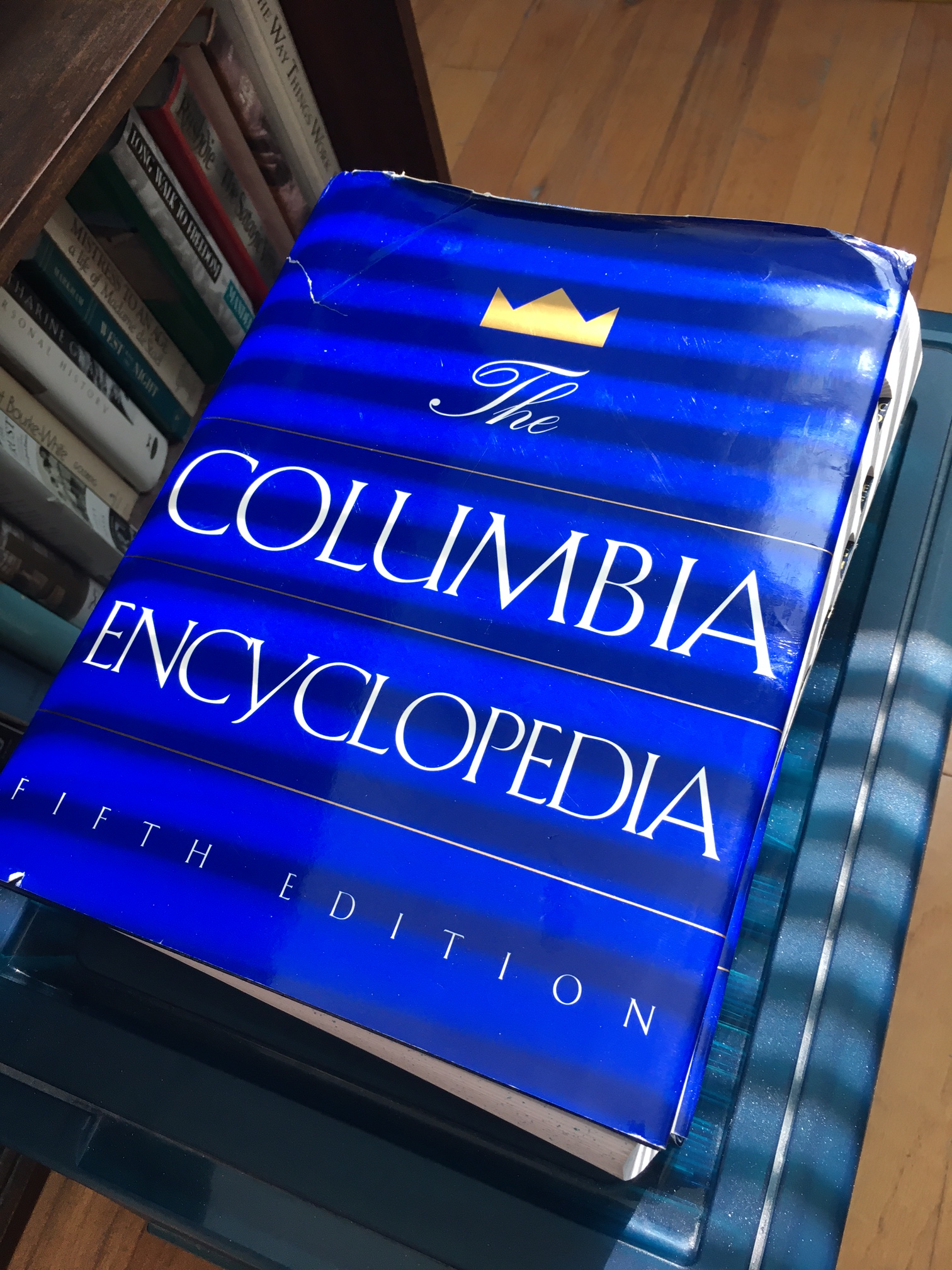
The Columbia Encyclopedia, Fifth Edition, veröffentlicht 1993, 3048 Seiten

Die Columbia Encyclopedia ist ein 1935 erstmals erschienenes einbändiges Universallexikon in englischer Sprache, das vom Verlag der Columbia University herausgegeben wird. Sie versteht sich als allgemeines Schnellnachschlagewerk und ist inzwischen auch im Internet vertreten. Die Columbia Encyclopedia unterscheidet sich von ihren Konkurrenzprodukten durch die Ausführlichkeit der einzelnen Artikel auf Kosten der Breite.

## Geschichte
Die Vorarbeiten zur Columbia Encyclopedia erfolgten in den 1920er Jahren durch Clarke Fisher Ansley. Die erste Auflage erschien 1935 in Zusammenarbeit mit dem Verlag Collier in einem Umfang von knapp 2.000 Seiten. In den Jahren 1950 und 1963 wurde sie grundlegend neu bearbeitet.
Die fünfte Auflage erschien 1975. Sie zählte 50.000 Artikel und enthielt zahlreiche Karten und Abbildungen. Ein Drittel der Einträge behandelten Stichwörter aus dem Gebiet der Geographie, über die Hälfte der Artikel waren Biografien, vornehmlich von Politikern.

## DieColumbia Encyclopediaheute
Der Herausgeber der sechsten Auflage, die im Jahr 2000 in gedruckter Fassung erschien, ist Paul Lagassé. Sie umfasst auf über 3.000 Seiten etwa 51.000 Artikel aus allen Wissensgebieten, darunter – im Vergleich zur Vorauflage – fast 1.300 neue Einträge und mehr als 80.000 Querverweise. Im Vorwort zu dieser Auflage heißt es, die Columbia Encyclopedia sei nicht als umfassendes Werk angelegt, sie verstehe sich als eine Art „Erster Hilfe“ beim Nachschlagen.
Die sechste Auflage der Columbia Encyclopedia ist als Columbia Electronic Encyclopedia auf mehreren Portalen über das Internet frei abrufbar. Die Ausgaben unterscheiden sich von Webseite zu Webseite hinsichtlich der Bedienoberflächen. Die digitale Variante enthält derzeit fast 52.000 Stichwörter und mehr als 84.000 Querverweise. Die Inhalte werden vierteljährlich aktualisiert.
Auch zahlreiche „Topic Pages“ in Credo Reference sind der Enzyklopädie entnommen.
Neben dem Hauptwerk gibt es eine Kurzfassung, die unter dem Titel Concise Columbia Encyclopedia erschienen ist. Sie hat etwa ein Drittel des Umfangs, den die ungekürzte Ausgabe aufweist.

## Ausgaben
- Clarke Fisher Ansley (Hrsg.): The Columbia Encyclopedia. 1. Auflage. P. F. Collier & son corporation by special arrangement with Columbia University Press, New York 1937.
- William Bridgwater und Elizabeth J. Sherwood (Hrsg.): The Columbia Encyclopedia. 2. Auflage. Columbia University Press, New York 1950 (archive.org).
- William Bridgwater und Seymour Kurtz (Hrsg.): The Columbia Encyclopedia. 3. Auflage. Columbia University Press, New York 1964.
- William H. Harris und Judith S. Levey (Hrsg.): The New Columbia Encyclopedia. 4. Auflage. Columbia University Press, New York 1975.
- Judith S. Levey and Agnes Greenhall (Hrsg.): The concise Columbia encyclopedia. Columbia University Press, New York 1985, ISBN 0-231-06026-2 (Großdruck).
- Judith S. Levey and Agnes Greenhall (Hrsg.): The concise Columbia encyclopedia. Columbia University Press, New York 1989, ISBN 0-231-06938-3.
- Barbara A. Chernow and George A. Vallasi (Hrsg.): The Columbia Encyclopedia. 5. Auflage. Columbia University Press, New York 1993, ISBN 0-231-08098-0.
- Paul Lagassé (Hrsg.): The Columbia Encyclopedia. 6. Auflage. Columbia University Press, New York 2000, ISBN 0-7876-5015-3.